# Franz Waechter
Franz Waechter (* 5. Januar 1884 in Altona; † 2. November 1952) war ein deutscher Bergbauingenieur und Generaldirektor der Saarbergwerke AG.

## Leben
Franz Waechter war der Sohn eines Arztes und Sanitätsrats und studierte nach dem Abitur am Christianeum Altona und nach einem bergmännischen Probejahr als Bergbaubeflissener am Oberbergamt Clausthal Bergbaukunde an der Ludwig-Maximilians-Universität München und der Bergakademie Berlin. Während seiner Referendarzeit war er u. a. in der Steigerabteilung der Berginspektion Neunkirchen eingesetzt. Er wurde Bergassessor am Oberbergamt Halle, promovierte 1913 an der Technischen Hochschule Aachen zum Dr. Ing. und war anschließend für den Krupp-Konzern tätig.
Er musste am Ersten Weltkrieg teilnehmen und wurde, nachdem er zuvor zehn Jahre lang als Betriebsdirektor der Zeche Emscher-Lippe eingesetzt war, Direktor der Friedrich-Krupp-Bergwerke in Essen. 1932 wechselte er zur Zeche Vereinigte Constantin der Große in Bochum und wurde dort erster Direktor. 1935 kam er als Leiter der Saargrubenverwaltung nach Saarbrücken und wurde 1936 Generaldirektor der Saarbergwerke AG. Dieses Amt übte er bis 1945 aus.
In den Jahren von 1943 bis 1952 war er Leiter der Bergbau-Berufsgenossenschaft.
Er war Mitglied des saarländischen Beirats bei der Deutschen Bank Berlin und Berater der Industrie- und Handelskammer Saarbrücken.